# GAZ-63
De GAZ-63 (Russisch: ГАЗ-63) is een Russische militaire vrachtwagen gebouwd in grote aantallen in de jaren vijftig en zestig van de 20e eeuw. Het is een variant van de eerder ontwikkelde GAZ-51.

## Geschiedenis
Deze vrachtwagen werd geproduceerd door Gorkovski Avtomobilny Zavod (GAZ). GAZ is een Russische autofabriek in Nizjni Novgorod en onderdeel van de groep GAZ. De fabriek startte in 1929 als NNAZ, een samenwerkingsverband tussen Ford en de Sovjet-Unie.
De GAZ-63 was een vierwielaangedreven variant van de GAZ-51. Beide modellen maakten gebruik van veel dezelfde onderdelen. Behalve dat de GAZ-63 iets hoger was dan de GAZ-51 had de GAZ-63 enkele achterwielen terwijl de GAZ-51 nog van dubbele achterwielen was voorzien. In 1963 werd een iets verbeterde versie, de GAZ-63A, in productie genomen. Deze kreeg grotere brandstoftanks waarmee het bereik werd verhoogd tot 650 kilometer. In de jaren 1948 tot en met 1968 werden ongeveer 475.000 exemplaren gemaakt.
Het voertuig werd op grote schaal gebruikt in het Sovjetleger. Het was de basis voor diverse toepassingen zoals ambulance, brandstofwagen, trekker en waterdrager en ten slotte ook voor het BTR-40-pantservoertuig.

## Beschrijving

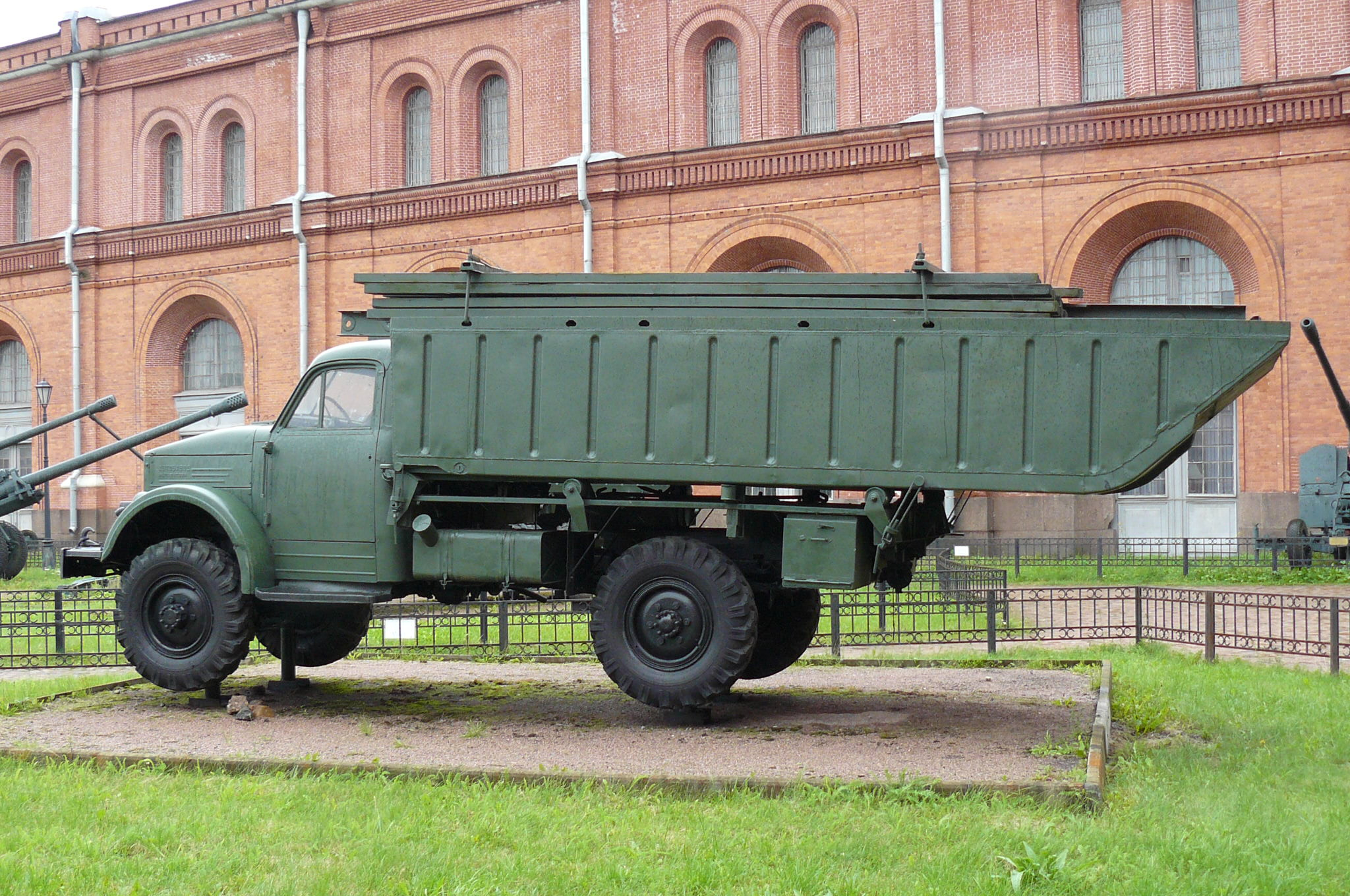
GAZ-63 met ponton

De GAZ-63 had een torpedostuurcabine. De motor was een 6 cilinder-benzinemotor met een cilinderinhoud van 3,5 liter. Deze motor had een vermogen van 70 pk bij 2.800 toeren per minuut. De versnellingsbak telde vier versnellingen vooruit en één achteruit. Een reductiebak was aanwezig waardoor rijden in hoge en lage gearing mogelijk was. Het voertuig had aandrijving op alle wielen (4x4). De brandstoftank had een capaciteit van 90 liter brandstof hetgeen het voertuig een bereik gaf van circa 450 kilometer.
Personenauto's:
GAZ-A ·
GAZ-M1 ·
GAZ-M415 ·
GAZ 12 ZIM ·
GAZ-13 Tsjaika ·
GAZ-14 Tsjaika ·
GAZ M20 Pobeda ·
GAZ M21 Volga ·
GAZ-22 Volga ·
GAZ 24 Volga ·
GAZ 31 Volga ·
GAZ-3102 Volga ·
GAZ-3110 Volga ·
GAZ-31105 Volga ·
GAZ-61 ·
GAZ-64 ·
GAZ-67 ·
GAZ-69 ·
GAZ-M72 ·
GAZ Volga Siber

Bestelauto's:
GAZelle ·
GAZelle-Business ·
GAZelle NEXT

Vrachtauto's:
GAZ-AA ·
GAZ-4 · 
GAZ-AAA ·
GAZ-MM ·
GAZ-21 ·
GAZ-S1 ·
GAZ-410 ·
GAZ-42 ·
GAZ-44 ·
GAZ-51 ·
GAZ-93 ·
GAZ-52 ·
GAZ-53 ·
GAZ-55 ·
GAZ-56 ·
GAZ-60 ·
GAZ-62 ·
GAZ-63 ·
GAZ-65 ·
GAZ-66 ·
GAZ-3307 ·
GAZ-3308 Sadko ·
GAZ-3309 ·
GAZ-3310 Waldai ·
GAZon NEXT ·
Sadko NEXT

Autobussen:
GAZ-03-30 ·
GAZ-05-193 ·
GZA-651 ·
GAZelle City

Militaire voertuigen:
BA-3/6 ·
BA-64 ·
BA-10 ·
BA-20 ·
BRDM-1 ·
BRDM-2 ·
BTR-40 ·
BTR-60 ·
BTR-70 ·
BTR-80 ·
BTR-90 ·
GAZ-46 ·
GAZ-2330 ·
GAZ-2975 Tigr ·
GAZ-34039 ·
GAZ-3409 ·
GAZ-3937 ·
GAZ-5903 ·
GT-S ·
GT-SM ·
SU-76 ·
T-38 ·
T-60 ·
T-70 ·
T-80 ·
GAZ-3344 ·
GAZ-3351 ·
VPK-3927 Wolk